# Pheidologeton ceylonensis
Pheidologeton ceylonensis é uma espécie de formiga do gênero Pheidologeton, pertencente à subfamília Myrmicinae.